# Ян Графланд
Йоганнес "Ян" Гендрікус Адріанус Графланд (нід. Johannes "Jan" Hendrikus Adrianus Graafland, 21 серпня 1909, Леуварден — дата смерті невідома) — нідерландський футболіст, що грав на позиції нападника за клуб ГБС (Гаага).

## Клубна кар'єра
У футболі відомий виступами у команді ГБС (Гаага), кольори якої і захищав протягом усієї своєї кар'єри гравця. 

## Виступи за збірну
Був присутній в заявці збірної на чемпіонаті світу 1934 року в Італії, але на поле не виходив.